# Светла Матхаузерова
Светла Матхаузерова (також Світлана Матхаузерова) (чеськ. Světla Mathauserová; нар.. 7 березня 1924, Анталовці, Ужгородський район, Закарпатська область, Перша Чехословацька Республіка, Чехословаччина — пом. 21 лютого 2006, Прага, Чехія) — чеський філолог — славіст, перекладач, літературознавець, викладач Карлового університету в Празі. Була дружиною чеського русиста, літературознавця і філософа, професора Зденека Матхаузера.

## Біографія
Светла Матхаузерова навчалася в гімназії в Ужгороді, після підписання Мюнхенської угоди її сім'я була змушена переїхати з Підкарпатської Русі до Чехії, де вона закінчила середню школу в 1943 році в Простейові. У 1949 році закінчила навчання на філософському факультеті Карлового університету в Празі за спеціальністю богемістіка і русистика. До 1953 року викладала в гімназії і на Педагогічному факультеті в м. Чеські Будейовиці, а надалі протягом сорока років (до 1993-го) працювала на кафедрі русистики філософського факультету Карлового університету . Наукова діяльність Светли Матхаузерової, перш за все, була спрямована на порівняльне літературознавство, теорію перекладу, вивчення давньої української літератури, російської літератури XVII і XVIII століття, теорії вірша і мистецтва слова, літератури слов'янського бароко і проблематики перекладу Біблії слов'янськими мовами.
Брала участь в конгресах славістів (1958 Москві, 1963 і 1988 в Софії, 1968 в Празі, 1973 в Варшаві, 1978 в Загребі, 1983 в Києві і 1993 в Братиславі), читала лекції в університетах у Відні, Констанці, Осло, Берні, Ессені, Берліні, Сегеді і Єрусалимі. Перекладала старослов'янські та давньоукраїнські тексти чеською мовою.

## Вибрані праці

### Книги
- Ruský zdroj monologické románové formy: (MD Čulkov). — Praha: Nakl. ČSAV, 1961. -123 s. — (Rozpravy ČSAV).
- Давньоруські теорії мистецтва слова. — Praha: Univ. Karlova, 1976. — 146 s. (Acta Universitatis Čarolinae Philologica: Monographie; T. 63).
- O Vasiliji Zlatovlasém, kralevici české země. — Praha: Vyšehrad, 1982
- Cestami staletí : Systémové vztahy v dějinách ruské literatury. — Praha: Univ. Karlova, 1986, (AUC. Philologica, Monographia ; 91)
- Cesty a křižovatky: Podkarpatská Rus, Morava, Čechy. — Praha: Břeh, 2011 року. — 205 s.

### Статті
- Функция времени в древнерусских жанрах // ТОДРЛ. Л.: Наука, 1972. Т. 27. С. 227—235
- Собрание разных песен" Чулкова и «Славянские народные песни» Челаковского // XVIII век. Сборник 10. Русская литература XVIII века и ее международные связи. Издательство «Наука», Ленинградское отделение. Л., 1975. С. 113—118.
- Две теории текста в русской литературе XVII в. // ТОДРЛ Л., 1976. Т. 31. С. 271—284.
- «Слагати» или «ткати»?: (Спор о поэзии в XVII в.) // Культурное наследие Древней Руси: (Истоки. Становление. Традиции). М., 1976. С. 195—199.
- «Повесть о Василии Златовласом», ее система и функции // Проблемы изучения культурного наследия. М., 1985. С. 208—215. См. № 5450
- «Словоизвитие» и «самовитое слово» // Исследования по древней и новой литературе. Л., 1987. С. 281—286
- Překlad a jinakost, v : Souvislosti: Revue pro křesťanství a kulturu. — Č. 2 (1998), s. 63–68
- Test Puškinem, v : Puškinovské interpretačné variácie. — Bratislava: Univerzita Komenského, 2000, s. 9–20

### Переклади
- DS Lichačov : Člověk v literatuře staré Rusi. — Praha: Odeon, 1974. — 190 s.
- Povídky ze staré Rusi. — Praha: Odeon, 1984. — 330 s.
- Smích a běs. : Staroruské hagiografické příběhy. — Praha: Odeon, 1988. — 435 s.
- Poselství carských a císařských kurýrů : Řezno — Praha — Vídeň — Moskva 15. -17. století / [vybrala a přeložila, předmluvou a poznámkami opatřila Světla Mathauserová]. — Vyd. 1. — Praha : Česká koordinační rada Společnosti přátel národů východu, 2000. — 131 s.